# Maison (29 rue Briçonnet, Tours)
La maison, 29 rue Briçonnet est une ancienne maison en pierre de taille et à tour d'escalier à pans de bois dans la ville de Tours, dans le département français d'Indre-et-Loire.
Ses façades, ses toitures et sa tourelle d'escalier sont inscrites comme monuments historiques en 1965.

## Localisation
La maison est située dans le Vieux-Tours, dans la rue Briçonnet. Cette voie nord-sud est l'une de celles qui relient, au Moyen Âge, le secteur de la basilique Saint-Martin à la Loire. L'édifice se trouve en outre presque face à l'ancienne église Saint-Pierre-le-Puellier.

## Histoire
L'édifice est construit au XIVe siècle mais la tourelle d'escalier accolée à la façade orientale date du XVe siècle, époque à laquelle cette maison est séparée de sa voisine, au no 31 de la même rue, avec laquelle elle constituait jusqu'alors un seul bâtiment, peut-être une dépendance de l'église Saint-Pierre-le-Puellier. En avant de cet ensemble, un corps de logis, peut-être du XVIIIe siècle, a disparu.
Les façades, les toitures et la tourelle d'escalier sont inscrites comme monuments historiques par arrêté du 27 décembre 1965.

## Description
La maison comporte deux étages sur un rez-de-chaussée. Un bandeau horizontal sépare les étages et se terminait, à l'étage supérieur, par une gargouille décorative. À la fin du XVIIIe siècle, les fenêtres sont murées pour échapper à l'impôt sur les portes et fenêtres. Dans l'angle nord-est que cette maison forme avec celle qui est mitoyenne, une tour d'escalier polygonale, à colombages dont les intervalles sont remplis de briques, vient en avancée. La façade donnant sur la rue Briçonnet porte un arc en anse de panier, peut-être du XVIIe siècle.

## Pour en savoir plus